# 三振四壞比
三振四壞比（K/BB或SO/BB，Strikeout-to-walk ratio（英文）） 是一種棒球術語，代表三振和四壞球保送的比例，此指標對於投手和打者都適用。投手能以三振造成打者出局，也可能因為四壞球讓打者保送上壘。此數值可以做為投手的控球精準度的參考，也可以作為打者選球和打擊能力的參考。其中分母不包含觸身球及故意四壞球。
{\displaystyle K/BB={\frac {K}{BB}}}
- K:三振
- BB:四壞球保送
- HBP:觸身球保送
- IBB:故意四壞球